# エルンスト・ライス
エルンスト・ライス（Ernst Reiss、1920年2月24日 - 2010年8月3日）はダボス出身のスイスの登山家である。1956年5月18日、フリッツ・ルフジンガーとともに世界第4位の高峰ローツェの登頂に世界で初めて成功した。
1956年、ライスはエベレスト-ローツェ探検隊に参加した。4月の終わりから5月の始めにかけて高所でキャンプを張った。最後の“epron de Geneve”でのキャンプを5月18日に発つと、ライスとルフジンガーはローツェの頂上に到達した。同僚のErnst SchmiedとJürg Marmetは5月23日に、翌日24日にはDölf ReistとHansruedi von Guntenがエベレストの登頂に成功し、2番目、3番目の登頂者となった。

## 著書
- Mein Weg als Bergsteiger. Frauenfeld : Huber 1959